# Benedito Batista Pereira
Benedito Batista Pereira (Princesa Isabel, 10 de Outubro de 1934 - Imperatriz, 11 de Setembro de 2009) foi um memorável poeta, professor e político brasileiro. Era mais conhecido como Professor Benedito. Foi membro imortalizado da Academia Imperatrizense de Letras.

## Biografia

### Infância
Nasceu na fazenda "Alegre", à margem esquerda do riacho "Canoa", distrito de Tavares, município de Princesa Isabel, aos dez dias do mês de outubro do ano de 1934. Filho de Joaquim Batista Pereira e de Anna Baptista da Silva. Viveu onde nasceu até os cinco anos, mudando-se para a vila (hoje cidade) de Nova Olinda do Piancó, onde residiu com seus pais durante dez anos.
Seu primeiro grande sonho foi conhecer Grajaú, cujo nome, acostumou-se a ouvir através das histórias do seu tio Cícero Batista da Silva e das referências do seu próprio pai. O primeiro havia se criado em Grajaú, e voltado para a Paraíba em 1917.

### Chegada ao Grajaú
Sua primeira leva de parentes emigrou para o Maranhão, fixando-se no interior de Grajaú, à margem esquerda do Rio Mearim, no local denominado Lagoa Cercada, após a terrível seca de 1877.
O então jovem Benedito juntamente com Francisco Batista Pereira e Cícero Batista da Silva (este cunhado dos dois primeiros) tinham projeto de vir para o Maranhão (Grajaú) desde o início da década de vinte. Só realizaram tal intento nos anos de 1948 e 1949. Isso ocasionou a vinda de pessoas amigas nos anos de 1950 e 1951, como a do ilustre cidadão Neco Epaminondas de Sousa, cujos filhos Antônio, Dedé e Eunice ainda moram em Grajaú, e os demais fixaram-se em Amarante, Montes Altos e, notadamente, em Imperatriz e João Lisboa.
Residiu em Grajaú desde 14 de Dezembro de 1949 até 28 de Janeiro de 1960. Concluiu o curso primário no Educandário Sagrada Família das Irmãs Capuchinhas em 1950 e fez o curso ginasial no saudoso Ginásio Gomes de Sousa, terminando em 1955 (terceira turma a receber o certificado no Gomes de Sousa).
No ano seguinte (1956) fez, junto com Maria da Paz Teixeira Santos o curso de Educação Física na cidade de Fortaleza, Ceará, organizado pela CADES, nos períodos de férias.

### Temporada em Amarante
De janeiro de 1960 a abril de 1963 residiu em Amarante do Maranhão, onde elegeu-se Vereador e foi Mestre-escola.
No dia 20 de abril de 1963 chegou à Imperatriz, onde reside até os dias presentes.
Criou a letra do Hino do município de Amarante do Maranhão.

### Vida em Imperatriz
Nos anos de 1969, 1970 e 1971 fez o Curso Normal (2º grau) na Escola Normal Pedagógica de Imperatriz. Lecionou nos colégios Bernardo Sayão (onde foi secretário), Escola Técnica de Comércio de Imperatriz, Ginásio Bandeirantes (hoje Nascimento Morais) e foi diretor e professor no Colégio Ebenezer.
Foi diretor do Departamento de Educação da Prefeitura Municipal de Imperatriz, de maio de 1963 a abril de 1964, na administração de João Menezes Santana. Nesse período foi a Natal, Rio Grande do Norte, onde estagiou durante dois meses na campanha do Prefeito Djalma Maranhão - de Pé no Chão Também se Aprende a Ler e, à noite participava, como observador, da experiência do método do insigne professor Paulo Freire (ensino áudio-visual).
Foi nomeado pelo Governador José Sarney, auxiliar do Controle Fiscal, no dia 30 de março de 1966, nesse mesmo ano assumiu, interinamente, a Coletoria do município de João Lisboa (município próximo a Imperatriz).
Em 15 de novembro de 1970 foi eleito Vereador à Câmara Municipal de Imperatriz, num mandato tampão (de dois anos).
Foi Secretário de Educação e Cultura nos anos 1977 e 1978 na administração do Dr. Carlos Gomes de Amorim.
Em 1979 e 1980 foi Diretor Regional de Educação do Estado na Região Tocantina. Foi assessor do Prefeito Bayma Júnior na Prefeitura de São Luís, no ano de 1975.
Foi também secretário de Administração da Prefeitura de Açailândia, na administração de Raimundo Telefre de Sampaio, de janeiro de 1983 a agosto do mesmo ano, quando pediu, voluntariamente, exoneração, por discordar dos métodos administrativos do prefeito. Foi secretário particular do Prefeito José de Ribamar Fiquene na Prefeitura Municipal de Imperatriz em 1984.
Foi secretário da Associação dos Municípios da Região Tocantina, sob a presidência do saudoso Dr. Antônio Vanderly Ferras de Sousa em 1985.

## Política estudantil
Foi presidente fundador do Grêmio Literário o e Recreativo "Gonçalves Dias" no Colégio Gomes de Sousa, reeleito sem que houvesse chapa opositora (nos anos 1954 e 1955).

## Política partidária
Foi secretário do Partido Democrata Cristão, em Grajaú, tendo na presidência o ilustre cidadão Livino Resende e o preclaro mestre do Direito Penal, Professor Antenor Mourão Bogeia, na presidência do Diretório Regional do Maranhão.
Entre 1960 e 1961 foi secretário do PTB em Amarante do Maranhão. Membro fundador da ARENA em Amarante, foi secretário do Diretório por quatro vezes e Presidente por dois anos. Quando a ARENA transformou-se em PDS fez parte do Diretório até o evento Davi Alves Silva, quando filiou-se ao PTB, reorganizado a nível nacional por Ivete Vargas, exercendo o cargo de Secretário por duas vezes e Presidente em dois mandatos de dois anos. Continuou membro do diretório onde foi eleito Presidente de Honra por duas vezes. Seu último mandato honorário terminou em dezembro de 1997.

## Reconhecimento público
Recebeu o Título de Cidadão João-lisboense, concedido pelo Decreto Legislativo n° 01 de 18 de outubro de 1983.

## Atividade literária
Publicou o livro "Canto Ocasional" em 1985 (poesias). Lançou, oficialmente, o livro "Cultura Popular Maranhense - do Grajaú ao Tocantins", em Imperatriz, no dia 7 de abril de 1996.
Foi membro da Academia Imperatrizense de Letras, onde ocupava a cadeira n.º 7, cujo patrono é o poeta grajauense Zeca Leda.
Em 2001 escreveu o livro "Melopeia Dual" juntamente com sua filha mais nova Rosbene Mendes Pereira Lima.
Em 2009 lançou o livro "Antologia Poética", uma coleção de todos seus livros (poéticos) mais algumas poesias inéditas (anos de 2006, 2007 e 2008).
Sua participação durante quase cinquenta anos, foi uma espécie de autobiografia.

## Morte
Faleceu em 11 de setembro de 2009, em Imperatriz, devido a complicações respiratórias associadas a diversas doenças como a Diabetes mellitus. Seu corpo foi velado no auditório Vito Milesi, na Academia Imperatrizense de Letras, onde recebeu muitas homenagens de familiares, amigos, correligionários e confrades da Academia, tendo sido sepultado no dia seguinte, 12 de setembro de 2009 às 17:00 horas.

## Obras

### Poesia
- Canto Ocasional - 1985
- Zeca Leda e sua Poesia - 1997
- Arpejos em Tom Menor - 1997
- Canto do Amanacy - 1998
- Melopéia Dual - 2001 - com a participação de Rosbene Mendes Pereira Lima
- Vozes do Silêncio - 2002 - com a participação de Wilson Dantas Ribeiro
- Antologia Poética - 2009

### Outros
- Cultura Popular Maranhense: Do Grajaú ao Tocantins - 1996